# 인도인
인도인(Indian people)은 세계 인구의 17.31%를 이루는 남아시아에 형성된 아시아와 범인도 국가 출신으로 구성되어 있는 사람들의 총칭으로, 오늘날에는 주로 인도의 국민을 일컫는다. 크게 북인도 지역에 주로 거주하며 인도아리아어군의 언어를 사용하는 인도아리아인 계열과 남인도 지역에 주로 거주하며 드라비다어군의 언어를 사용하는 드라비다인 계열로 나뉜다.

## 역사
지금까지 알려진 최초의 주민들은 베도이드 계통의 종족들로, 이는 스리랑카의 베다족, 오스트레일리아의 원주민, 아프리카의 부시먼과 밀접한 관련이 있는 종족이다. 최초의 주민들은 흑색계통의 드라비다인으로, 이들은 이 곳에 도시를 건설하였다.
인도 아대륙의 토착 원주민이었던 드라비다인은 인더스 문명을 형성하는 등 한때 번영을 이루었지만 인도 아대륙으로 진출하여 북인도에 정착한 인도아리아인들이 점차 세력을 확장하면서 드라비다인들은 남인도로 이주하게 되었고 이후의 인도 역사는 인도아리아인들이 주도하게 된다.

## 같이 보기
- 롬인